# Літній театр Кірюрінлуотон
Літній театр Кірюрінлуотон(фін. Kirjurinluodon kesäteatteri) — фінський літній театр утворений в 2008 році в місті Національному парку Кірюрінлуотон поблизу Порі, Фінляндія.
Літній театр постав в Національному парку Кірюрінлуотон в 2008 році і являє собою яскравий приклад театральної культури Фінляндії, а саме її професійно-аматорських сесій-вистав на літніх майданчиках міст чи національних парків країни, які, починаючи з 21 століття почали ставати на професійну основу та облаштовувати свою інфраструктуру.

## Репертуар
- «Huomenta, rakkaani»
- «Pertsa ja Kilu»
- «Suomen Hevonen»